# Chlamydia trachomatis
Chlamydia trachomatis là một chủng vi khuẩn đặc biệt, tương tự siêu vi (virus), chúng không có khả năng phát triển bên ngoài tế bào sống . Đây là một trong ba loài vi khuẩn trong chi Chlamydia, họ Chlamydiaceae, lớp Chlamydiae, ngành Chlamydiae, giới Bacteria.
Cùng chi Chlamydia có thêm hai loài vi khuẩn khác:
- Chlamydia suis (chỉ gây bệnh ở lợn)
- Chlamydia muridarum (chỉ gây bệnh ở chuột và hamster).[3]

Trước đây chi này còn bao gồm hai loài có liên quan lâm sàng khác nữa, nhưng kể từ năm 1999 đã được đặt trong chi Chlamydophila. Đó là Chlamydia pneumoniae và Chlamydia psittaci.
- Chlamydia psittaci (danh pháp hợp lệ Chlamydophila psittaci) - thường thấy trong súc vật nhưng có thể lây cho người. Một số lây từ giống chim két (vẹt) (họ Psittacidae) sang người có thể gây bệnh sưng phổi trầm trọng. Một số khác lây từ cừu và nếu lây vào phụ nữ đang có thai có thể làm sẩy thai.
- Chlamydia pneumoniae (danh pháp hợp lệ Chlamydophila pneumoniae) - gây bệnh đường hô hấp, lây từ người sang người. Còn gọi là nhân tố "TAR" (Taiwan Acute Respiratory: hô hấp cấp tính Đài Loan - vì hai trường hợp bệnh đầu tiên phát hiện tại Đài Loan)

## Bệnh gây ra bởi Chlamydia trachomatis
- Mắt hột - Bệnh mắt hột là bệnh làm mù hàng đầu trên thế giới nhưng ngừa chữa được. Bệnh có nhiều tại các địa phương nghèo, chậm tiến tại châu Phi, Nam Á, Đông Nam Á và Trung Quốc. Một số cộng đồng thiếu điều kiện cũng bị dịch về mắt này, như thổ dân Úc, Nam Mỹ và một số dân đảo vùng Thái Bình Dương.
- Bệnh đường sinh dục - Ở nam giới, Chlamydia là bệnh nhiễm trùng ống dẫn tiểu thường thấy nhất (ngoài bệnh lậu mủ). Vi khuẩn có khi lan theo ống dẫn tinh, nhiễm vào tinh hoàn. Ở nữ giới, vi khuẩn này làm viêm cổ tử cung và ống dẫn tiểu. Sau đó có thể nhiễm lan lên tử cung, qua ống dẫn trứng vào vùng chậu, gây bệnh viêm vùng chậu (PID) - một chứng bệnh phụ khoa có khả năng làm đau vùng chậu, hư thai, thai ngoài tử cung và hiếm muộn.
- Bệnh ở trẻ sơ sinh - nếu đường sinh dục của người mẹ bị nhiễm Chlamydia, trẻ sơ sinh có thể bị nhiễm vi khuẩn này vào mắt hoặc phổi.

### Bệnh đường sinh dục

#### Triệu chứng
Chlamydia trachomatis (Ct) là nguyên nhân thường gặp nhất và có thể điều trị khỏi trong các bệnh lây truyền qua đường sinh dục. Đa số trường hợp nhiễm Ct không được phát hiện vì 75% phụ nữ và 50% nam giới không có triệu chứng lâm sàng.
- Nam giới: đôi khi có chất mủ tiết ra theo đường nước tiểu, thỉnh thoảng làm đau.
- Nữ giới: viêm cổ tử cung làm tiết mủ từ âm đạo, viêm vùng chậu có thể làm sốt hay đau khi giao hợp.

Song một số trường hợp lại rất ít có biểu hiện do vậy cần làm các xét nghiệm kể cả khi không có triệu chứng lâm sàng.

#### Truyền nhiễm
Chlamydia trachomatis lây trong lúc giao hợp. Vi khuẩn có thể dính vào tay và lây vào mắt. Chú ý: Nhóm vi khuẩn Chlamydia làm bệnh lây từ hạ bộ lên mắt này không trầm trọng như bệnh mắt hột, và thường không làm mù lòa.

#### Chẩn đoán
Chlamydia trachomatis không phát triển ngoài tế bào sống được nên không thể xét nghiệm theo phương pháp cấy thường dùng cho các vi khuẩn khác.
- Mẫu thử:
  - Bệnh đường sinh dục: chất nhờn từ cổ tử cung, cửa ống dẫn tiểu. Nước tiểu cũng có thể dùng để xét nghiệm (chú ý là cần lấy nước tiểu đoạn đầu - không phải đoạn giữa).
  - Bệnh mắt: ghèn mắt
  - Bệnh phổi trẻ sơ sinh: hút chất nhờn từ khí quản
- Phương thức xét nghiệm: Cấy và rà axít nhân của vi khuẩn sau khi phóng đại bằng PCR (phản ứng chuỗi Polymeraza)[4].
- Ngoài ra còn có một số phương thức xét nghiệm bằng các thử nghiệm nhanh của SD khá hiệu quả, cho kết quả rất chính xác.

#### Điều trị
Những kháng sinh có thể chữa Chlamydia trachomatis:
- Doxycycline
- Erythromycin.
- Azithromycin
- Ofloxacin
- Penicillin

## Hình ảnh

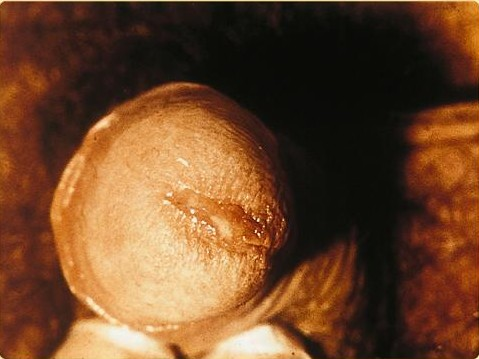